# Hals (tandheelkunde)

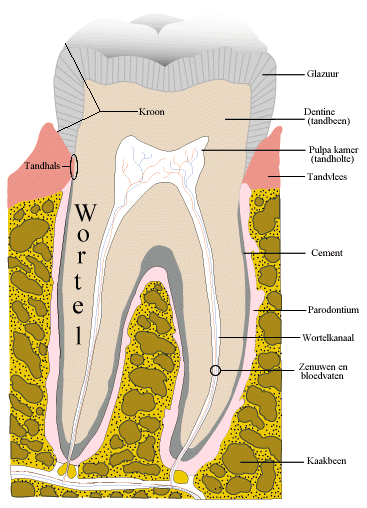
Doorsnede van een tand.

De tandhals is de overgang van de kroon naar de wortel. Dit gedeelte van de tand bestaat uit tandbeen oftewel dentine.
Na gingivitis of parodontitis kan het tandvlees terugtrekken, waardoor de tandhalzen bloot komen te liggen en daardoor gevoelig worden. Dit wordt gekenmerkt door - soms zeer heftige - pijn van de tandhalzen bij plotseling contact met iets warms of kouds. Bovendien ontstaan er gemakkelijk gaatjes in blootliggende tandhalzen. Een goed voedingspatroon en het regelmatig op een juiste manier tanden poetsen zijn erg belangrijk om deze gevoeligheid aan te pakken.
Behandeling van gevoelige tandhalzen geschiedt door het wegnemen van de prikkelgeleiding door het dentine. Hiervoor zijn verschillende werkzame middelen beschikbaar die in sommige tandpasta's verwerkt zijn, of door de tandarts toegepast kunnen worden.